# Diemeniluma tasmanica
Diemeniluma tasmanica là một loài Trichoptera trong họ Hydropsychidae. Chúng phân bố ở miền Australasia.